# Chipman (Nouveau-Brunswick)
Cet article concerne le village canadien. Pour la localité voisine, voir Paroisse de Chipman. Pour les autres significations, voir Chipman.
Chipman est un village du Nouveau-Brunswick au Canada, situé dans le comté de Queens. Il fait partie de la municipalité de Grand Lake depuis 2023.

## Toponymie
Chipman est nommé ainsi en l'honneur de Ward Chipman Jr. (1787-1851), juge en chef du Nouveau-Brunswick en 1834. Vers 1870, W.C. King nomma le village Lillooet, comme la ville de Colombie-Britannique. Son frère George C. construisit la goélette Lillooet à Chipman. Le nom Lillooet devint inusité au début du XXe siècle.

## Géographie

### Situation
Chipman est situé dans le comté de Queens, à 78 kilomètres de route au nord-est de Fredericton, à 132 km à l'ouest de Moncton, à 133 km au sud de Miramichi et à 145 km au nord de Saint-Jean. Le village est bâti au bord de la rivière Salmon, qui se jette au sud dans le Grand Lac.
Chipman s'étend sur 19,58 km2 et est enclavé au centre-sud de la paroisse de Chipman. Les localités les plus proches sont Minto à 25 km de route au sud-ouest, Cambridge-Narrows à 51 km au sud, ainsi que Doaktown, à 56 km au nord-ouest.

### Logement
Le village comptait 113 logements privés en 2006, dont 105 occupés par des résidents habituels. Parmi ces logements, 85,7 % sont individuels, 0,0 % sont jumelés, 0,0 % sont en rangée, 0,0 % sont des appartements ou duplex et 0,0 % sont des immeubles de moins de cinq étages. Enfin, 14,3 % des logements entrent dans la catégorie autres, tels que les maisons-mobiles. 90,5 % des logements sont possédés alors que 9,5 % sont loués. 81,0 % ont été construits avant 1986 et 14,3 % ont besoin de réparations majeures. Les logements comptent en moyenne 6,0 pièces et 0,0 % des logements comptent plus d'une personne habitant par pièce. Les logements possédés ont une valeur moyenne de 110 146 $, comparativement à 119 549 $ pour la province.

## Histoire

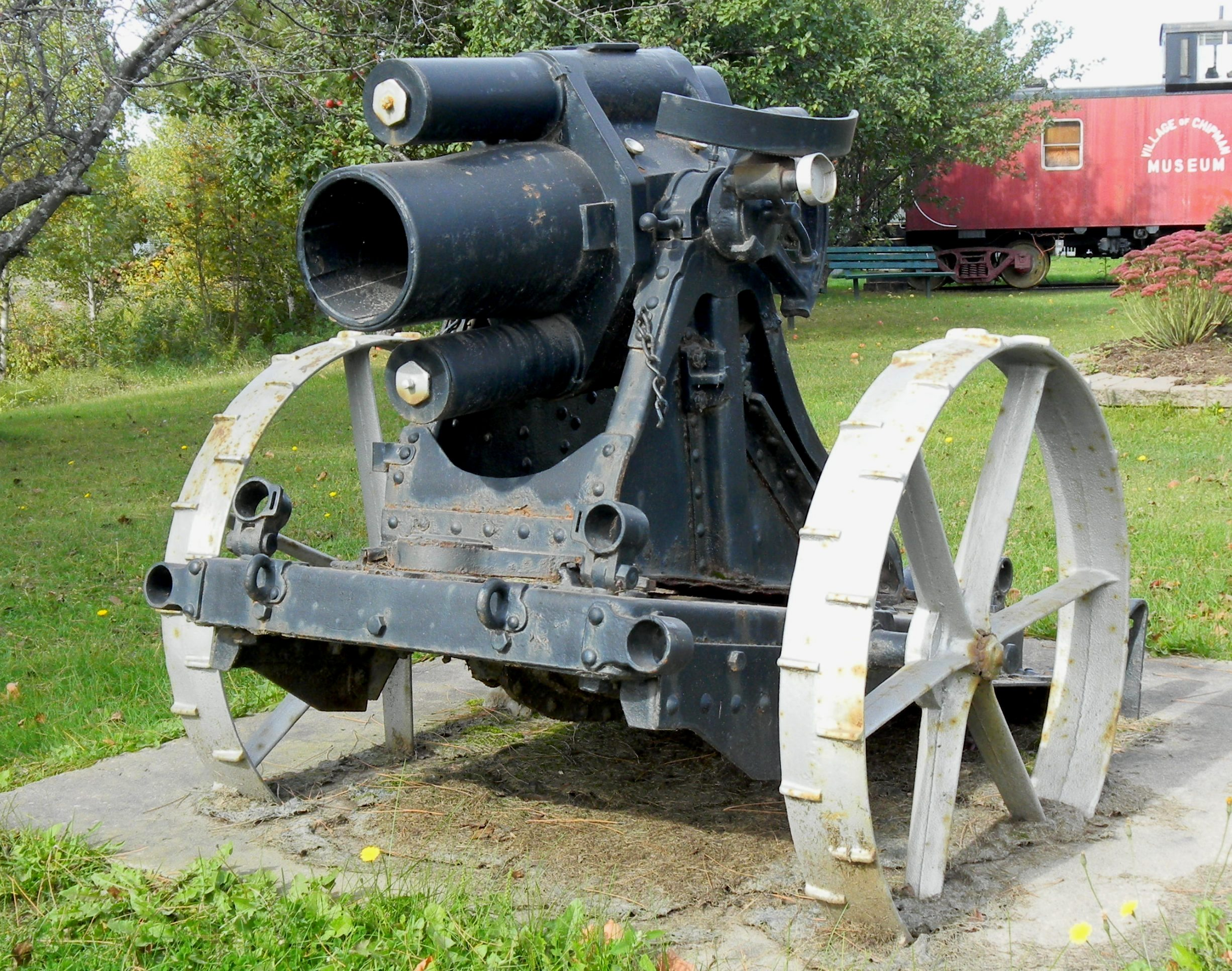
Canon d'artillerie allemand capturé à la Première Guerre mondiale exposé à Chipman

Un premier bureau de poste est fondé en 1865. Chipman prospère à partir de 1890. En 1898, Chipman compte d'ailleurs une gare, un magasin, un moulin à farine, une scierie, une mine de charbon et deux églises. Chipman est constitué en municipalité (village) le 9 novembre 1966. L'école élémentaire Chipman est inaugurée en 1967 et l'école Chipman Forest Avenue ouvre ses portes en 1988.
Le 1er janvier 2023, le village est fusionné avec celui de Minto pour former la municipalité de Grand Lake, dans le cadre de la réforme territoriale de la province. Cette fusion forcée est cependant contestée à Chipman comme à Minto. 

## Démographie
Le village comptait 1291 habitants en 2006, soit une baisse de 9,8 % en 5 ans. Il y avait alors en tout 615 ménages dont 415 familles. Les ménages comptaient en moyenne 2,1 personnes tandis que les familles comptaient en moyenne 2,6 personnes. Les ménages étaient composés de couples avec enfants dans 15,4 % des cas, de couples sans enfants dans 38,2 % des cas et de personnes seules dans 31,7 % des cas alors que 14,6 % des ménages entraient dans la catégorie autres (familles monoparentales, colocataires, etc.). 73,5 % des familles comptaient un couple marié, 6,0 % comptaient un couple en union libre et 20,5 % étaient monoparentale. L'âge médian était de 48,8 ans, comparativement à 41,5 ans pour la province. 88,0 % de la population était âgée de plus de 15 ans, comparativement à 83,8 % pour la province. Les femmes représentaient 53,5 % de la population, comparativement à 51,3 % pour la province. Chez les plus de 15 ans, 22,1 % étaient célibataires, 55,3 % étaient mariés, 4,9 % étaient séparés, 6,2 % étaient divorcés et 12,4 % étaient veufs. De plus, 6,2 % vivaient en union libre.
| 1981  | 1986  | 1991  | 1996  | 2001  | 2006  | 2011  | 2016  |
| ----- | ----- | ----- | ----- | ----- | ----- | ----- | ----- |
| 1 829 | 1 760 | 1 615 | 1 518 | 1 432 | 1 291 | 1 236 | 1 104 |

| 2021  | - | - | - | - | - | - | - |
| ----- | - | - | - | - | - | - | - |
| 1 201 | - | - | - | - | - | - | - |

## Politique et administration

### Conseil municipal
Le conseil municipal était formé d'un maire et de quatre conseillers, élus pour quatre ans. À l'issue des élections du 12 mai 2008, le maire est élu par acclamation. Un dépouillement doit toutefois avoir lieu le 29 mai suivant, reconnaissant l'élection de Keith V. West comme conseiller. Le conseil municipal est ensuite renouvelé lors des élections du 14 mai 2012, puis des élections du 10 mai 2016 et du 10 mai 2021.
Anciens conseils municipaux
| Mandat      | Fonctions   | Nom(s)                                                                 |
| ----------- | ----------- | ---------------------------------------------------------------------- |
| 2012 - 2016 | Maire       | Edward L. Farris                                                       |
| 2012 - 2016 | Conseillers | Carol S. Boyd, Faith Ellen Kennedy, Robin Wasson et Keith Victor West. |

| Mandat      | Fonctions   | Nom(s)                                                            |
| ----------- | ----------- | ----------------------------------------------------------------- |
| 2008 - 2012 | Maire       | Edward L. Farris                                                  |
| 2008 - 2012 | Conseillers | Carol S. Boyd, Thomas R. Gillett, Robin W. Wasson, Keith V. West. |

| Période                                  | Période | Identité           | Étiquette | Qualité |
| ---------------------------------------- | ------- | ------------------ | --------- | ------- |
| 198?                                     | 2001    | William Davidson   |           |         |
| 2001                                     | 2008    | Carol J. Doherty   |           |         |
| 2008                                     | 2016    | Edward L. Farris   |           |         |
| 2016                                     | 2021    | Carson R. Atkinson |           |         |
| 2021                                     | 2022    | Keith V. West      |           |         |
| Les données manquantes sont à compléter. |         |                    |           |         |

### Commission de services régionaux
Chipman fait partie de la Région 11, une commission de services régionaux (CSR) créée le 1er janvier 2013. Chipman est représenté au conseil par son maire. Les services obligatoirement offerts par les CSR sont l'aménagement régional, la gestion des déchets solides, la planification des mesures d'urgence ainsi que la collaboration en matière de services de police, la planification et le partage des coûts des infrastructures régionales de sport, de loisirs et de culture; d'autres services pourraient s'ajouter à cette liste.

## Économie
Entreprise Central NB, membre du Réseau Entreprise, a la responsabilité du développement économique.
J.D. Irving opère une scierie à Chipman, traitant le bois mou.

## Vie locale
Chipman compte deux écoles publiques anglophones faisant partie du district scolaire #17. Les élèves fréquentent tout d'abord l'école élémentaire Chipman de la maternelle à la 5e année avant d'aller à l'école Chipman Forest Avenue jusqu'en 12e année.
Le village est inclus dans le territoire du sous-district 10 du district scolaire Francophone Sud. Les écoles francophones les plus proches sont à Fredericton et Oromocto alors que les établissements d'enseignement supérieurs les plus proches sont dans le Grand Moncton.
Chipman possède un bureau de poste et une bibliothèque publique. Chipman possède aussi un poste d'Ambulance Nouveau-Brunswick et une caserne de pompiers.
Le village possède un poste de la Gendarmerie royale du Canada. Il dépend du district 2, dont le bureau principal est situé à Oromocto.
Chipman possède un aérodrome privé, dont le code OACI est CCS4. Il possède une piste en asphalte longue de 4 000 pieds.
Le principal quotidien anglophone est le Telegraph-Journal, de Saint-Jean. Le mensuel Grand Lake Mirror est publié sur place. Le quotidien francophone est L'Acadie nouvelle, publié à Caraquet. Les francophones bénéficient aussi de l'hebdomadaire L'Étoile de Dieppe.
Chipman possède l'église anglicane St. Augustine of Canterbury et l'église catholique romaine St. Joseph's, appartenant au diocèse de Saint-Jean.

## Culture

### Langues
Selon la Loi sur les langues officielles, Chipman est officiellement anglophone puisque moins de 20 % de la population parle le français.

### Personnalités
- Eugene McGinley, homme politique, né à Chipman